# Erzbistum Athen (römisch-katholisch)
Das Erzbistum Athen (lateinisch Archidioecesis Atheniensis) ist eine in Griechenland gelegene römisch-katholische Erzdiözese mit Sitz in Athen. Der Erzbischof ist zugleich Apostolischer Administrator für das Erzbistum Rhodos.

## Geschichte
Athen ist ein sehr alter Bischofssitz. Seine Ursprünge gehen bis auf die Kreuzzüge zurück. Im Jahr 1205 wurde ein lateinisches Erzbistum gegründet, das jedoch bereits 1483 wieder aufgehoben wurde, anschließend war es ein Titularbistum.
Der österreichische Diplomat Anton Prokesch von Osten, der von 1834 bis 1849 Gesandter in Athen war, wurde im November 1835 Präsident des Kirchen-Administrationsrathes der Katholiken in Athen. 1839 wurde mit dem Bau einer Kirche an exponierter Lage in Piräus begonnen. 1853 wurde mit dem Bau einer Kathedrale an der Odos Panepistimiou nach dem Entwurf von Leo von Klenze begonnen, wobei das Erzbistum von Papst Pius IX. erst am 23. Juli 1875 erneut gegründet wurde. Die Kathedrale ist dem Patrozinium St. Dionysius Areopagita  unterstellt. Patron des Bistums ist Paulus von Tarsus. Römisch-katholische Kirchen außerhalb von Athen und Piräus gibt es je noch eine in Patras, Nafplio und Aspra Spitia.
Das Erzbistum Athen untersteht dem Heiligen Stuhl direkt, ist also exemt. Es besitzt keine Suffraganbistümer. Gleichwohl ist der Erzbischof von Athen Apostolischer Administrator für das Erzbistum Rhodos. Das Erzbistum umfasst die Regionen Attika, Peloponnes, West- und Mittelgriechenland.
Der Sitz des erzbischöflichen Ordinariates befindet sich im Areal der Kathedrale St. Dionysius Areopagita, an der Odos Panepistimiou Nummer 24, einem Boulevard im Zentrum Athens.

## Kirchen im Erzbistum Athen
Großraum Athen
- Kathedrale St. Dionysius Areopagita, Athen
- Paulskirche, Piräus
- Jungfrau-Maria-Faneromeni-Kirche, Keratsini
- Lukaskirche, Iraklio
- Verkündigungskirche, Kallithea
- Mariä-Himmelfahrt-Kirche, Paleo Faliro
- Christkönigskirche, Pangrati
- Johanneskirche, Psychiko
- Paulskirche, Kifisia
- Heiligkreuzkirche, Agia Paraskevi
- Josephskirche, Akadimia Platonos
- Georgskirche, Egaleo
- Kirche des Heiligen Herzens, Athen
- Franziskuskirche, Agii Anargyri
- Thersiakirche, Kypseli
- Kapelle der Apostel, Voula (Attika)
- Barbarakirche, Lavrio

Patras
- Andreaskirche, Patras

Nafplio
- Kirche Metamorfosis tou Sotiros (Christi Verklärung), Nafplio

Aspra Spitia Viotia
- Josefskirche, Aspra Spitia Viotia (bei Delphi)

## Statistik
| Jahr | Bevölkerung | Bevölkerung | Bevölkerung | Priester   | Priester           | Priester         | Priester               | Ständige Diakone | Ordensleute | Ordensleute | Pfarreien |
| Jahr | Katholiken  | Einwohner   | %           | Gesamtzahl | Diözesan- priester | Ordens- priester | Katholiken je Priester | Ständige Diakone | männlich    | weiblich    | Pfarreien |
| ---- | ----------- | ----------- | ----------- | ---------- | ------------------ | ---------------- | ---------------------- | ---------------- | ----------- | ----------- | --------- |
| 1950 | 30.000      | 6.000.000   | 0,5         | 30         | 12                 | 18               | 1.000                  |                  | 60          | 77          | 9         |
| 2000 | 30.000      | 6.000.000   | 0,5         | 41         | 17                 | 24               | 731                    |                  | 44          | 75          | 14        |
| 2015 | 100.000     | 6.150.000   | 1,6         | 36         | 16                 | 20               | 2.777                  | 2                | 34          | 51          | 15        |
| 2022 | 99.750      | 6.127.000   | 1,6         | 36         | 19                 | 17               | 2.770                  | 5                | 34          | 38          | 13        |